# Sascut
Sascut est une commune roumaine située dans le județ de Bacău.